# Colinus
Colinus là một chi chim trong họ Odontophoridae.

## Hình ảnh

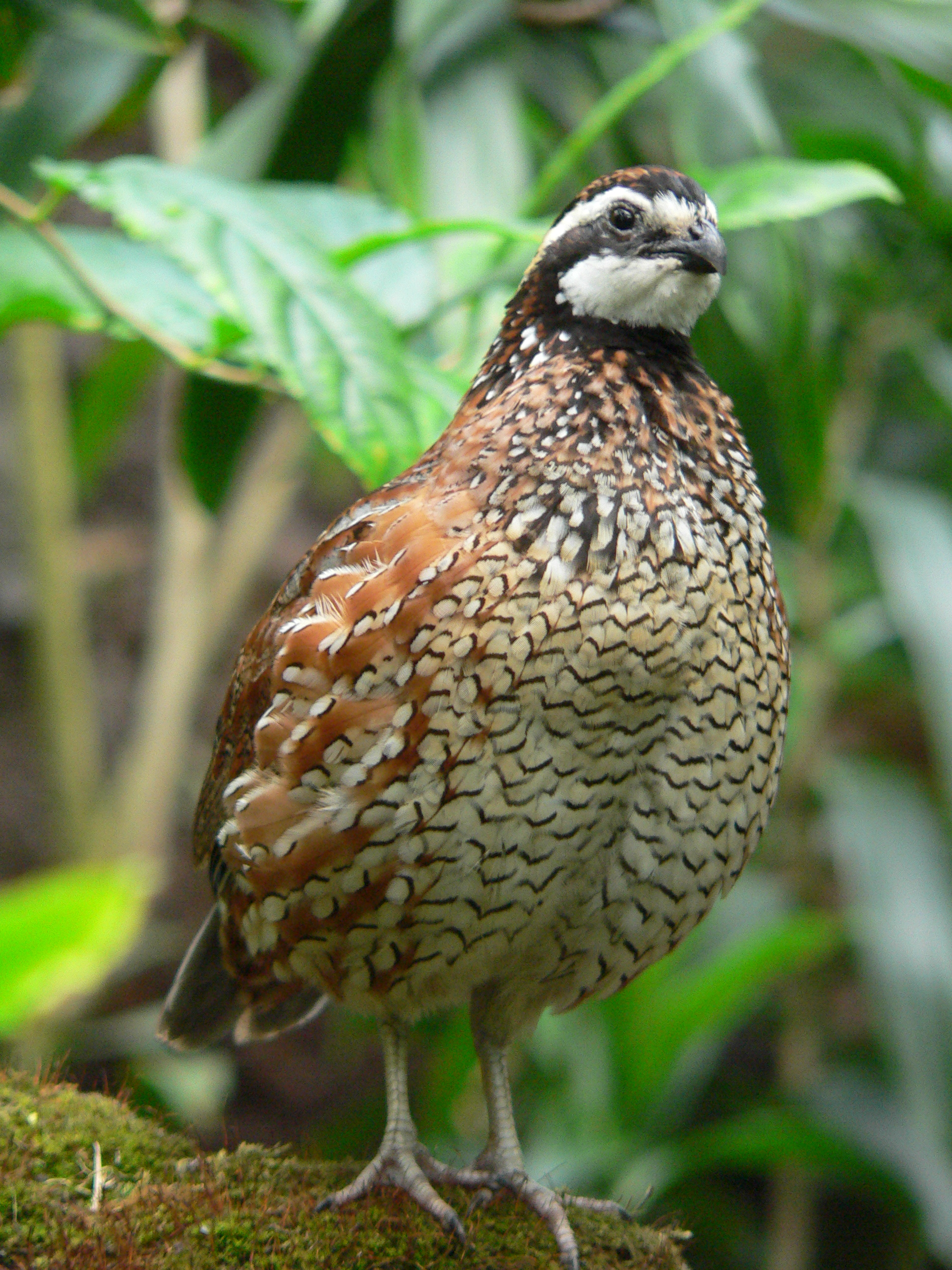
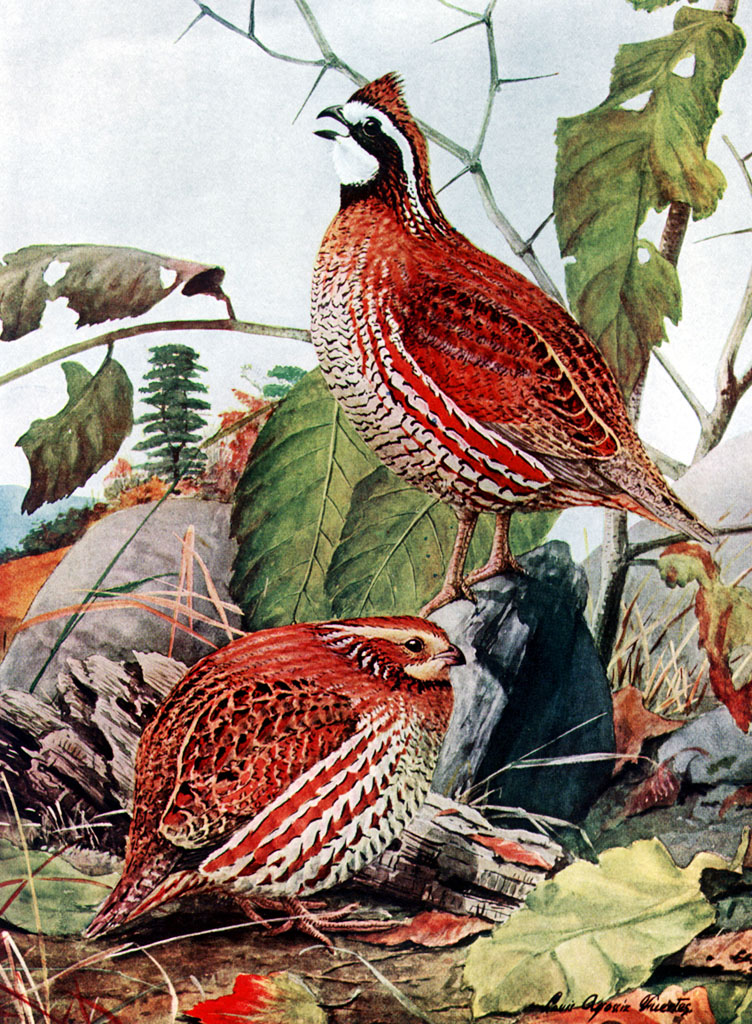
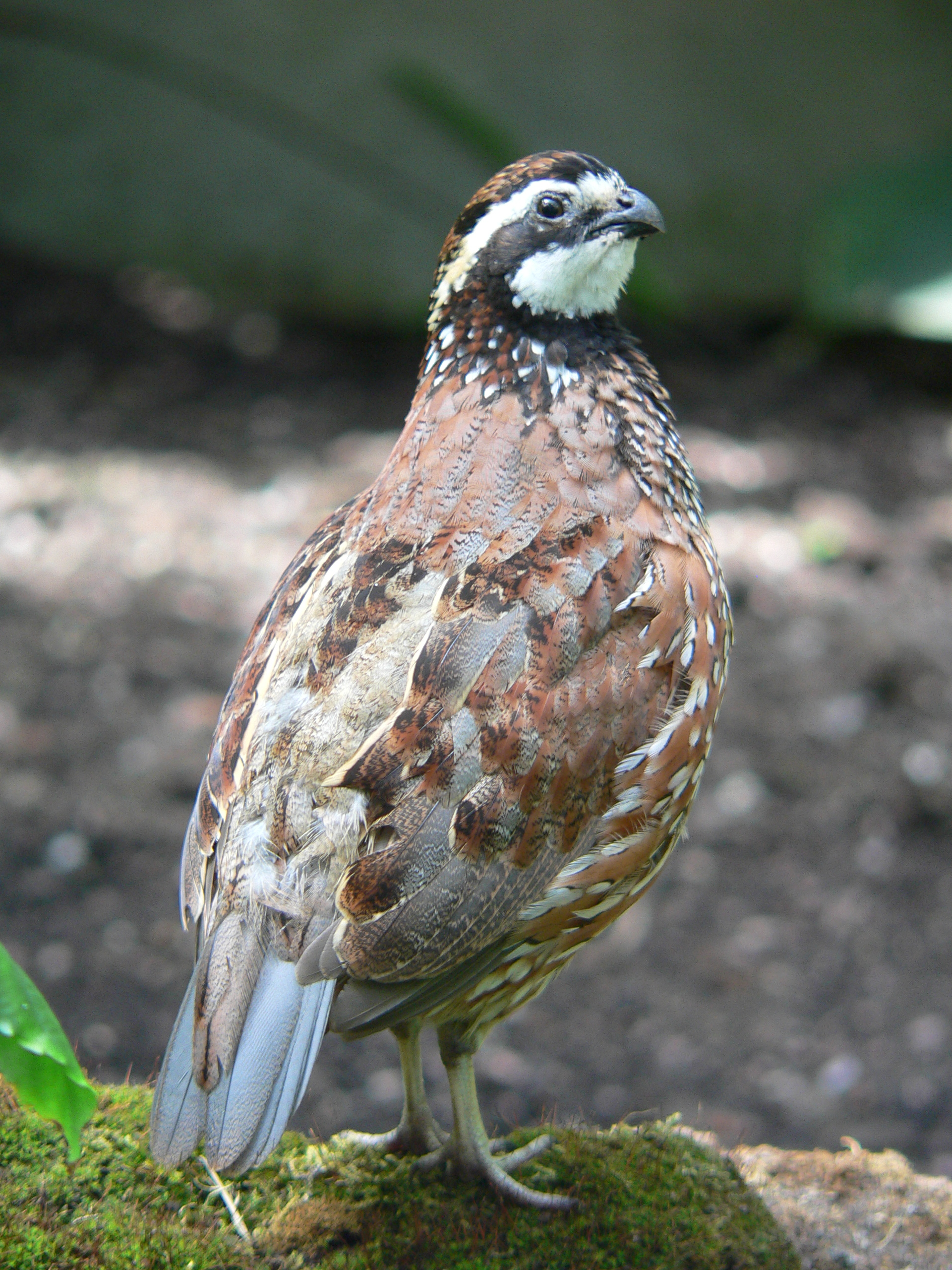